# Centrum Rozpoznania i Wsparcia Walki Radioelektronicznej
Centrum Rozpoznania i Wsparcia Walki Radioelektronicznej im. ppłk. Jana Kowalewskiego (CRiWWRE) – oddział wojskowy rozpoznania radioelektronicznego Sił Powietrznych, jednostka podległa bezpośrednio Dowódcy Generalnemu Rodzajów Sił Zbrojnych.

## Historia
- 1957 w Pile utworzono Ośrodek Rozpoznania i Zakłóceń Radiowych (JW 2962);
- lipiec 1961 jednostkę przeniesiono do miejscowości Ogrodzienice koło Grójca;
- 1971 zmiana nazwy na 1 Pułk Rozpoznania Radioelektronicznego (imienia Władysława Pietrusiaka[3]);
- 1996 jednostka otrzymała sztandar ufundowany przez społeczeństwo ziemi grójeckiej;
- Od 1 lipca 2004, po reorganizacji Wojsk Lotniczych i Obrony Powietrznej nazwa jednostki zmieniła się na 1 Ośrodek Radioelektroniczny;
- 2004 jednostka przeszła w bezpośrednie podporządkowanie Dowódcy Sił Powietrznych;
- Od 1 stycznia 2014 roku w wyniku reformy struktur dowodzenia jednostka podlega Dowództwu Generalnych Rodzajów Sił Zbrojnych.
- 1 stycznia 2020 roku przeformowanie 1 ORel na Centrum Rozpoznania i Wsparcia Walki Radioelektronicznej.

Insygnia
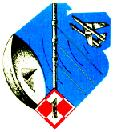
Odznaka 1. ORel
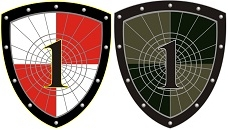
Oznaki rozpoznawcze 1. ORel: wyjściowa i polowa (wzór 2011)
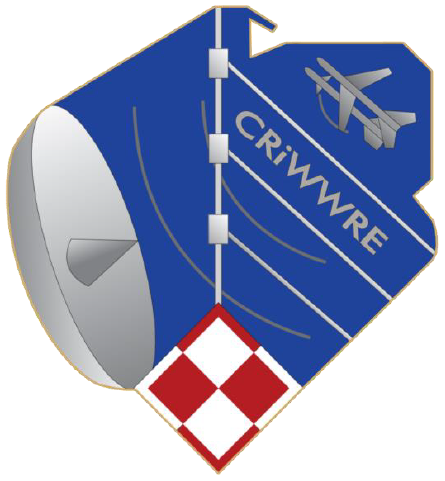
Odznaka pamiątkowa CRiWWRE (wzór 2021)
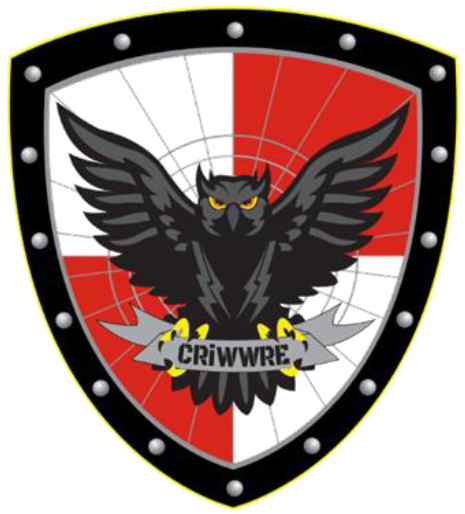
Oznaka rozpoznawcza CRiWWRE na mundur wyjściowy (wzór 2021)
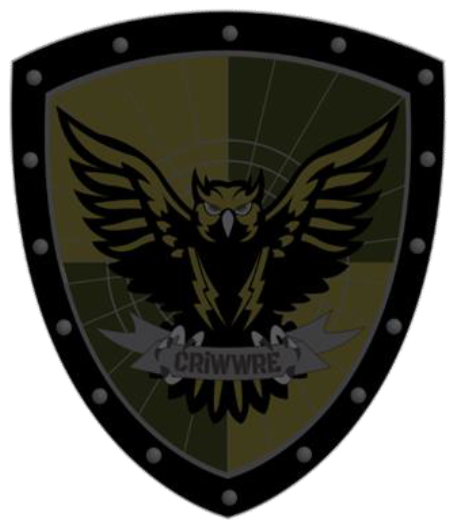
Oznaka rozpoznawcza CRiWWRE na mundur polowy (wzór 2021)

## Struktura
- Dowództwo;
- Sztab;
- Grupa Rozpoznania Radioelektronicznego – Grójec;
- 1 kompania dowodzenia – Grójec;
- 2 kompania logistyczna – Grójec;
- 3 kompania namierzania radiowego – dowództwo - Grójec - plutony / Wrocław / Mrzezyno / Przemyśl/ Lidzbark/ ;
- 4 kompania rozpoznania radiowego – Grójec;
- 8 kompania rozpoznania radioelektronicznego – Zamość;
- Grupa Rozpoznania Radioelektronicznego – Lidzbark Warmiński;
- 5 kompania rozpoznania radioelektronicznego – Lębork;
- 6 kompania rozpoznania radioelektronicznego – Lidzbark Warmiński;
- 7 kompania rozpoznania radioelektronicznego – Roskosz;
- 9 kompania logistyczna – Lidzbark Warmiński;
- 10 kompania zakłóceń radioelektronicznych – Lidzbark Warmiński.

## Dowódcy
- płk Stefan Sobczyk (1957–1963)
- ppłk Roman Faliński (1963–1967)
- ppłk Jan Boguta (1967–1968)
- ppłk Roman Faliński (1968–1970)
- ppłk Lucjan Wójcicki (1970–1971)
- ppłk Jan Krawczyk (1971–1973)
- ppłk Roman Faliński (1973–1976)
- ppłk Czesław Stefański (1976–1985)
- ppłk Zbigniew Goluch (1985–1987)
- płk Kazimierz Kłobukowski (1987–1997)
- ppłk Mirosław Sobiesiak (1997–2003)
- płk Marek Grzmiączka (2003–2007)
- płk Stefan Walowski (2007–lipiec 2009)
- ppłk Andrzej Kozera (cz. p.o. lipiec 2009–7 grudnia 2009)
- płk Wojciech Krajza (7 grudnia 2009–15 listopada 2010)
- płk Andrzej Kozera (15 listopada 2010– luty 2025)
- płk Adam Kędzierski (luty 2025 - obecnie)

## Tradycje
- Nazwę wyróżniającą „Grójecki” nadano decyzją nr 194/MON z dnia 23 maja 2011 roku, również tą decyzją ustalono święto jednostki na dzień 8 lipca[1].
- Patrona jednostki – gen. bryg. Jana Kowalewskiego ustalono decyzją nr 481/MON Ministra Obrony Narodowej z dnia 14 grudnia 2011 roku[4].
- Decyzją Nr 403/MON z 3 listopada 2011 zatwierdzono nowe wzory oznak rozpoznawczych[5].